# 卡利斯托加 (加利福尼亚州)
卡利斯托加（英語：Calistoga），是美国加利福尼亚州纳帕县下属的一个城市。于1886年1月6日建市。城市面积约为6.7平方公里，根据2010年美国人口普查，该市有人口5,155人。